# Arvan
Arvan – rzeka we Francji, przepływająca przez teren departamentu Sabaudia, o długości 30 km. Stanowi dopływ rzeki Arc.